# Methocha articulata
Methocha articulata (syn. Methocha ichmeumonides) ist ein Hautflügler aus der Familie der Rollwespen (Tiphiidae). Die Art ist Parasitoid bei den Larven von Sandlaufkäfern.

## Merkmale
Die Art zeichnet sich durch einen markanten Geschlechtsdimorphismus aus. Die etwas größeren Männchen sind geflügelt, die Weibchen immer flügellos. Auch die Färbung ist verschieden.

### Weibchen
Weibchen erreichen eine Körperlänge von 3,5 bis 8, im Mittel etwa 6 Millimeter. Der flügellose, schlanke Körper ähnelt im Habitus einer Ameise. Die Oberfläche ist glatt mit sehr feiner Punktierung oder unpunktiert, sie ist schwach behaart und glänzend. Der Kopf (außer den rotbraunen Mandibeln) und der freie Hinterleib (Metasoma) sind schwarz gefärbt, der Rumpfabschnitt und die Beine rötlich bis rotbraun, deren Schenkel oft etwas verdunkelt. Der Rumpf ist bei Aufsicht durch Nähte in drei klar unterscheidbare Abschnitte geteilt (bei der etwas ähnlichen, auch in denselben Lebensräumen vorkommenden Myrmosa atra sind es nur zwei). Der bewegliche Kopf mit einer schmalen, abgeschnürten Halsregion trägt zwei große, schwach behaarte Facettenaugen. Die Fühler bestehen aus 12 Gliedern, die Glieder der Fühlergeißel sind, mit Ausnahme der ersten beiden, drei- bis viermal so lang wie breit, sie sind rotbraun gefärbt und zur Spitze hin teilweise verdunkelt. Der Kopf ist deutlich breiter als das Pronotum des Rumpfabschnitts. Schmalster Teil ist der mittlere Rumpfabschnitt (Mesonotum), er ist an den Seiten eingebuchtet, die Mittelhüften liegen bei Ansicht von oben frei. Der Metathorax ist bei Ansicht von oben fast kugelförmig. Die Beine sind lang und schlank, mit zylindrischen Schenkeln und Schienen. Die Schienen tragen an ihrer Spitze je einen Sporn, derjenige der Mittel- und Hinterbeine etwas kammförmig eingeschnitten und s-förmig gekrümmt. Der freie Hinterleib (Metasoma) besteht aus sechs sichtbaren Segmenten. Er ist zwischen seinem ersten und zweiten Segment etwas eingekerbt, vor allem auf der Bauchseite gut sichtbar (Familienmerkmal). Der lange, gebogene Stachel ist in Ruhelage im Hinterleib verborgen.

### Männchen
Die Männchen erreichen eine Körperlänge von 7,5 bis 13,5 Millimeter. Sie sind voll geflügelt und flugfähig. Die Färbung ist einheitlich schwarz, nur die Beine (und die Tegulae) können bräunlich aufgehellt sein. Die Oberfläche ist deutlich punktiert, der Rumpfabschnitt teilweise dicht netzartig punktiert, sie ist glänzend und mäßig dicht weißlich behaart. Die Körpergestalt ist lang und schlank, der Kopf breiter als der Rumpfabschnitt, der freie Hinterleib hinten zugespitzt. Die Facettenaugen sind deutlich und lang behaart. Die Fühler sind lang und schlank, länger als Kopf und Rumpfabschnitt zusammengenommen. Die Antenne besitzt 13 Glieder, also ein Geißelglied mehr als beim Weibchen. Die Glieder der Antennengeißel sind gebogen, vor allem die äußeren. Der Kopfschild (Clypeus) ist halbkreisförmig mit einem hakenförmigen Anhang. Die Arten der Gattung Methocha besitzen, anders als viele verwandte Gattungen, nur zwei, nicht drei Cubitalzellen im Vorderflügel. Als weiteres Merkmal besitzen die Mesopleuren (seitlich am mittleren Rumpfabschnitt) je ein Paar länglich abgerundeter Grübchen (Foveae). Der freie Hinterleib besitzt sieben erkennbare Segmente, ihre Tergite sind fast unpunktiert und glatt. Wie beim Weibchen ist er ungestielt und sitzend, ohne Stielchen (Petiolus). Wie typisch für die gesamte Verwandtschaft, ragt der Sternit des achten Hinterleibssegments als hakenförmiger Fortsatz, Aculeus genannt, nach hinten vor.
Die Art ist in Mitteleuropa, wie im größten Teil Europas, der einzige Vertreter ihrer Gattung. Im rumänischen Karpatenbecken kommt die, wenig bekannte, Methocha sisala Nagy, 1968, vor, die etwas kleiner ist als diese Art. Im zentralen Mittelmeerraum, bisher bekannt von den Inseln Korsika und Sardinien, lebt Methocha latronum (Guichard, 1972). Die Weibchen dieser Art sind generell dichter punktiert und matter. Das Männchen ist bisher unbekannt.

## Vorkommen
Die Art besiedelt ein großes Areal, das fast die gesamte Paläarktis umfasst. Sie kommt von Westeuropa bis Korea vor. Im Süden erreicht sie Algerien in Nordafrika. Im Norden erreicht sie Skandinavien und den Süden Englands, fehlt aber in Irland.
Die Art besiedelt vor allem temperaturbegünstigte, sandige Lebensräume, in denen auch ihre Wirte leben. Sie kann aber überall dort vorkommen, wo Sandlaufkäfer leben. So kommt sie oft in Dünenhabitaten der Küsten vor, aber auch in Heiden und Kalkmagerrasen, bis hin zu lichten Stellen in sandigen Kiefernwäldern. Sie sind in Mitteleuropa weit verbreitet, aber nur lokal häufiger.

## Lebensweise
Imagines von Methocha articulata sind aktiv vom Frühjahr bis zum Frühherbst, von März bis Oktober, in Mitteleuropa von Mai bis September. Weibchen werden häufiger beobachtet als Männchen, was aber wohl nur an der besseren Sichtbarkeit im Lebensraum liegt. Deshalb haben einige ältere Autoren sogar irrtümlich eine parthenogenetische Entwicklung vermutet.
Methocha articulata parasitiert die Larven von Sandlaufkäfern (Cicindelinae). Die Weibchen spüren die Wohnröhren ihrer Wirte auf und lassen sich von den räuberischen Käferlarven fangen. Sie entkommen deren Mandibeln jedoch auf Grund ihres schlanken Körperbaus. Sehr schnell gelangt das Weibchen auf die Kopfhinterseite, worauf die Larve ihren Kopf nach hinten streckt. Dies nützt Methocha articulata aus, um die Larve in die ungeschützte Kehle oder Vorderhüfte zu stechen. Die Larve wird weiter mehrmals gestochen und wird anschließend von der Wespe in die Röhre gezogen. Dort legt das Weibchen ein Ei auf ihr ab. In seltenen Fällen verlässt die Larve bei ihrem Kampf ihre Röhre und muss anschließend von der Wespe in diese zurückgetragen werden. Nach der Eiablage wird die Röhre mit Sand bzw. winzigen Steinchen verschlossen. Die Männchen spüren die Weibchen durch ihren guten Geruchssinn auf und können kurz vor dem Schlupf eines Weibchens dort in großer Zahl beobachtet werden.
Die Larve schlüpft nach 5 bis 10 Tagen aus dem abgelegten Ei. Ihre Entwicklung dauert etwa drei Wochen. Anschließend verpuppt sich die Larve in einem Gespinst innerhalb der Röhre.

## Taxonomie und Systematik
Die Art wurde von Pierre André Latreille 1792 als Mutilla articulata erstbeschrieben und von ihm selbst 1804, als bis dahin einzige Art, in die von ihm neu aufgestellte Gattung Methocha transferiert. Latreille bevorzugte in späteren Arbeiten ab 1805 die Schreibung Methoca, dies gilt heute als ungerechtfertigte Emendation des Namens. Gleichzeitig, im Jahr 1805, ändert er auch den Artnamen von articulata in ichneumonides ab. Eine weitere von Latreille 1792 beschriebene Art, Methocha formicaria (syn. Mutilla formicaria, nach Jurine), gilt heute als dubiose Art, sie ist nach den beschriebenen Merkmalen keiner Art der späteren Autoren zuzuordnen. Spätere Autoren behandeln die Art meist unter Methocha ichneumonides. Der Italiener Gian Luca Agnoli weist dann 2005 erneut auf die Priorität des älteren Namens Methocha articulata hin, der sich daraufhin durchgesetzt hat.
Die Gattung Methocha umfasst mehr als 80 Arten, mit Verbreitungsschwerpunkt in Ostasien, ist aber fast weltweit verbreitet. Früher unterschiedene Unterarten von Methocha articulata werden heute nicht mehr anerkannt. Die Gattung wurde traditionell in eine Unterfamilie Methochinae der Familie der Rollwespen (Tiphiidae) gestellt. Viele Autoren bevorzugen heute, die Methochinae stattdessen in eine Familie Thynnidae zu stellen. Diese war, auf Basis der früheren Unterfamilie Thynninae der Tiphiidae, aufgrund genetischer Untersuchungen 2008 neu aufgestellt worden, die die Monophylie der Tiphiidae in Zweifel zogen. Es gibt dazu aber bis heute abweichende Auffassungen.